# Тюхтет (приток Чети)
Тюхтет (в верховье Еланный Тюхтет) — река в Красноярском крае России. Устье реки находится в 372 км от устья по правому берегу реки Четь, в селе Тюхтет.
Длина реки — 57 км, площадь бассейна — 804 км².

## Притоки

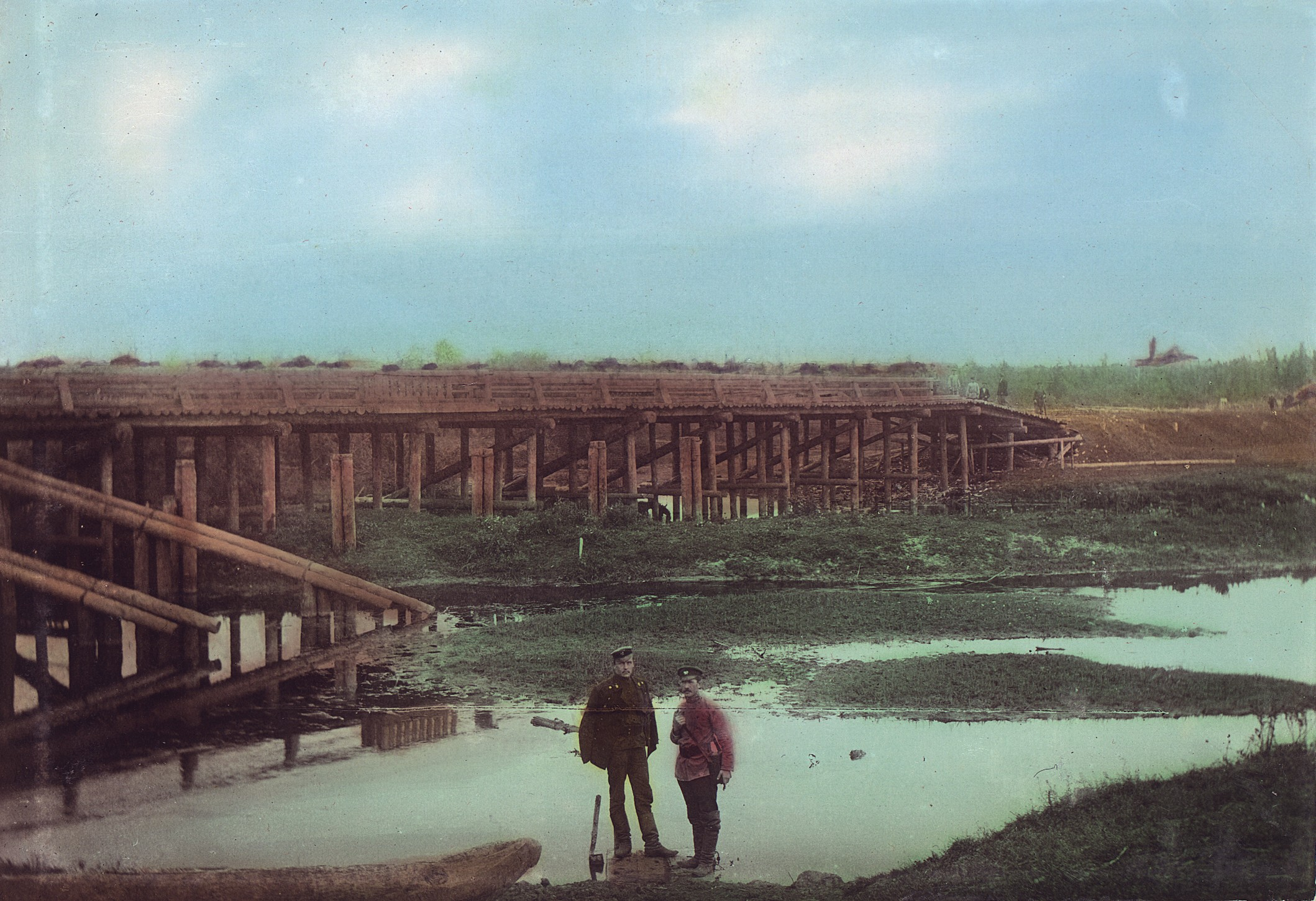
Мост через Тюхтет. 1906-1908 г.г.

- 23 км: Таёжный Тюхтет (пр)
- 31 км: Шулдат (лв)
- Мах (лв)
- Средний (лв)
- 46 км: Ашлет (лв)

## Данные водного реестра
По данным государственного водного реестра России относится к Верхнеобскому бассейновому округу, водохозяйственный участок реки — Чулым от г. Ачинск до водомерного поста села Зырянское, речной подбассейн реки — Чулым. Речной бассейн реки — (Верхняя) Обь до впадения Иртыша.
Код водного объекта — 13010400212115200019498.